# Abia Stork
Andreas Rasmus Abia Kristopher Stork (* 1. Februar 1869 in Manermiut; † 9. Juni 1934 in Ilulissat) war ein grönländischer Landesrat.

## Leben
Abia Stork war der Sohn von Johannes Jens Jonas Stork (1836–1888) und seiner Frau Elisabeth Rosine Cæcilie Apolonie Karlsen (1843–1891). Am 18. September 1892 heiratete er Stine Else Fly (1864–1922), Tochter von Thomas Michael Fly und seiner Frau Rebekka Ane Margrethe. Dieser Ehe entstammten fünf Kinder, von denen drei jung starben.
Abia Stork war Jäger von Beruf und war von 1911 bis 1917 in der ersten Legislaturperiode Mitglied im nordgrönländischen Landesrat. Später lebte er in Avannarliit, bevor er 1934 im Alter von 65 Jahren im Krankenhaus von Ilulissat starb.